# Бельвиль-э-Шатийон-сюр-Бар
Бельви́ль-э-Шатийо́н-сюр-Бар (фр. Belleville-et-Châtillon-sur-Bar) — коммуна во Франции, находится в регионе Шампань — Арденны. Департамент коммуны — Арденны. Входит в состав кантона Ле-Шен. Округ коммуны — Вузье.
Код INSEE коммуны — 08057.
Коммуна расположена приблизительно в 195 км к востоку от Парижа, в 65 км северо-восточнее Шалон-ан-Шампани, в 37 км к югу от Шарлевиль-Мезьера.

## Население
Население коммуны на 2008 год составляло 322 человека.
| 1962 | 1968 | 1975 | 1982 | 1990 | 1999 | 2008 |
| ---- | ---- | ---- | ---- | ---- | ---- | ---- |
| 328  | 328  | 389  | 325  | 340  | 327  | 322  |

## Экономика
В 2007 году среди 207 человек в трудоспособном возрасте (15—64 лет) 143 были экономически активными, 64 — неактивными (показатель активности — 69,1 %, в 1999 году было 76,7 %). Из 143 активных работали 131 человек (83 мужчины и 48 женщин), безработных было 12 (6 мужчин и 6 женщин). Среди 64 неактивных 30 человек были учениками или студентами, 11 — пенсионерами, 23 были неактивными по другим причинам.

## Достопримечательности
- Церковь Усекновения главы Иоанна Предтечи[фр.] (XV век). Исторический памятник с 1930 года[3]

## Фотогалерея
- Мэрия
- Кладбище
- Церковь усекновения главы Иоанна Предтечи